# Монте-Крісто. Любов та помста
«Монте-Крісто. Любов та помста» (ісп. Montecristo. Un Amor, Una Venganza) — аргентинський драматичний телесеріал виробництва телекомпанії Telefe, сучасне прочитання роману «Граф Монте-Крісто» Александра Дюма. Прем'єрний показ відбувся на каналі Telefe 26 квітня — 27 грудня 2006 року.

## Сюжет
Дія розпочинається у 1995 році. Сантьяго Діас Еррера разом зі своїм другом Маркосом Ломбардо їдуть на змагання з фехтування до Марокко. Альберто Ломбардо, батько Маркоса, причетний до катувань людей за часів військової хунти в Аргентині, а Орасіо Діас, батько Сантьяго, веде слідство з приводу зникнення людей під час військового режиму та медичних експериментів на породіллях. Альберто організовує вбивство Орасіо. У Марокко після провокації, влаштованої Альберто, Сантьяго опиняється у в'язниці. Маркос зраджує дружбу з Сантьяго та повертається до Аргентини. Далі дія переноситься у 2006 рік: Сантьяго вдається здійснити втечу з в'язниці, він повертається до Буенос-Айреса, щоб помститися.

## У ролях
| Актор               | Роль                  |
| ------------------- | --------------------- |
| Пабло Ечаррі        | Сантьяго Діас Еррера  |
| Паола Крум          | Лаура Ледесма         |
| Вівіана Сакконе     | Вікторія Саенс        |
| Хоакін Фур'єль      | Маркос Ломбардо       |
| Оскар Ферейро       | Альберто Ломбардо     |
| Роберто Карнагі     | Лісандро Доноссо      |
| Ріта Кортесе        | Сара Каруссо          |
| Луїс Мачін          | Леон Рокамора         |
| Естебана Перес      | Лучано Мазельйо       |
| Вірхінія Лаго       | Єлена Лухан           |
| Моніка Скапарроне   | Лола                  |
| Селіна Фонт         | Мілена Сальседо       |
| Марія Абаді         | Еріка Доноссо         |
| Максі Гіоне         | Рамон Ортега          |
| Марія Онетто        | Летисія Ломбардо      |
| Вікторія Рауч       | Валентина Ломбардо    |
| Нора Карпена        | суддя Мерседес Кортес |
| Мілтон де ла Каналь | Матіас                |
| Еухенія Агілар      | Каміла                |
| Орасіо Рока         | Педро Даррішон        |

## Нагороди
Мартін Ф'єрро
- Золотий Мартін Ф'єрро
- Найкращий телесеріал
- Найкращий актор у серіалі (Пабло Ечаррі)
- Найкраща акторка у серіалі (Вівіана Сакконе)
- Найкращий актор другого плану у драмі (Роберто Карнагі)
- Відкриття (Марія Онетто)
- Спеціальний приз за участь (Нора Карпена)

## Інші версії
- 2006—2007 — Монтекрісто (ісп. Montecristo), чилійська теленовела виробництва каналу Mega. У головних ролях Гонсало Валенсуела, Інгрід Ісенсеє та Аліна Кюппенхейм. На відміну від оригінальної версії, сюжет побудовано навколо торгівлі дітьми.
- 2006—2007 — Монтекрісто (ісп. Montecristo), мексиканська теленовела виробництва компанії TV Azteca. У головних ролях Дієго Олівера і Сільвія Наварро. У цій версії сюжет також побудовано навколо торгівлі дітьми.
- 2007 — Помста (порт. Vengança), португальський телесеріал виробництва каналу SIC. У головних ролях Діогу Моргаду і Лусія Моніц.
- 2007—2008 — Монтекрісто (ісп. Montecristo), колумбійська теленовела виробництва компанії Caracol Televisión. У головних ролях Хуан Карлос Варгас і Паола Рей.
- 2008 — Монтекрісто (рос. Монтекристо), російський телесеріал виробництва компанії Amedia. У головних ролях Ілля Шакунов, Світлана Антонова, Дмитро Міллер та Веніамін Смєхов.
- 2009 — Езель (тур. Ezel), турецький телесеріал виробництва каналу Show TV. У головних ролях Кенан Імірзалиоглу, Джансу Дере та Їгіт Озшенер.
- 2011 — Любов та помста (італ. Un amore e una vendetta), італійський телесеріал, створений компанією Mediaset для Canale 5. У головних ролях Алессандро Преціозі, Анна Валле та Лоренцо Флаерті.
- 2016 — Яго (ісп. Yago), мексиканська теленовела виробництва Televisa. У головних ролях Іван Санчес і Габріела де ла Гарса. Адаптація турецького серіалу «Езель».